# 格雷格·霍顿
格雷格·霍顿（英語：Greg Haughton，1973年11月10日—），牙买加男子田径运动员。他曾代表牙买加参加1996年和2000年夏季奥林匹克运动会田径比赛，获得一枚银牌和二枚铜牌。